# Owrīyeh
Owrīyeh (persiska: اوريه, اُريِّه) är en ort i Iran.   Den ligger i provinsen Kurdistan, i den nordvästra delen av landet, 300 km väster om huvudstaden Teheran. Owrīyeh ligger 2 056 meter över havet och antalet invånare är 268.
Terrängen runt Owrīyeh är huvudsakligen kuperad, men norrut är den platt. Terrängen runt Owrīyeh sluttar norrut. Runt Owrīyeh är det ganska tätbefolkat, med 58 invånare per kvadratkilometer. Närmaste större samhälle är Qorveh, 8,8 km nordost om Owrīyeh. Trakten runt Owrīyeh består i huvudsak av gräsmarker.